# Cnidanthus
Cnidanthus is een geslacht van zeeanemonen uit de klasse van de Anthozoa (bloemdieren).

## Soort
- Cnidanthus polaris (Clubb, 1908)